# 木樨地
|  |

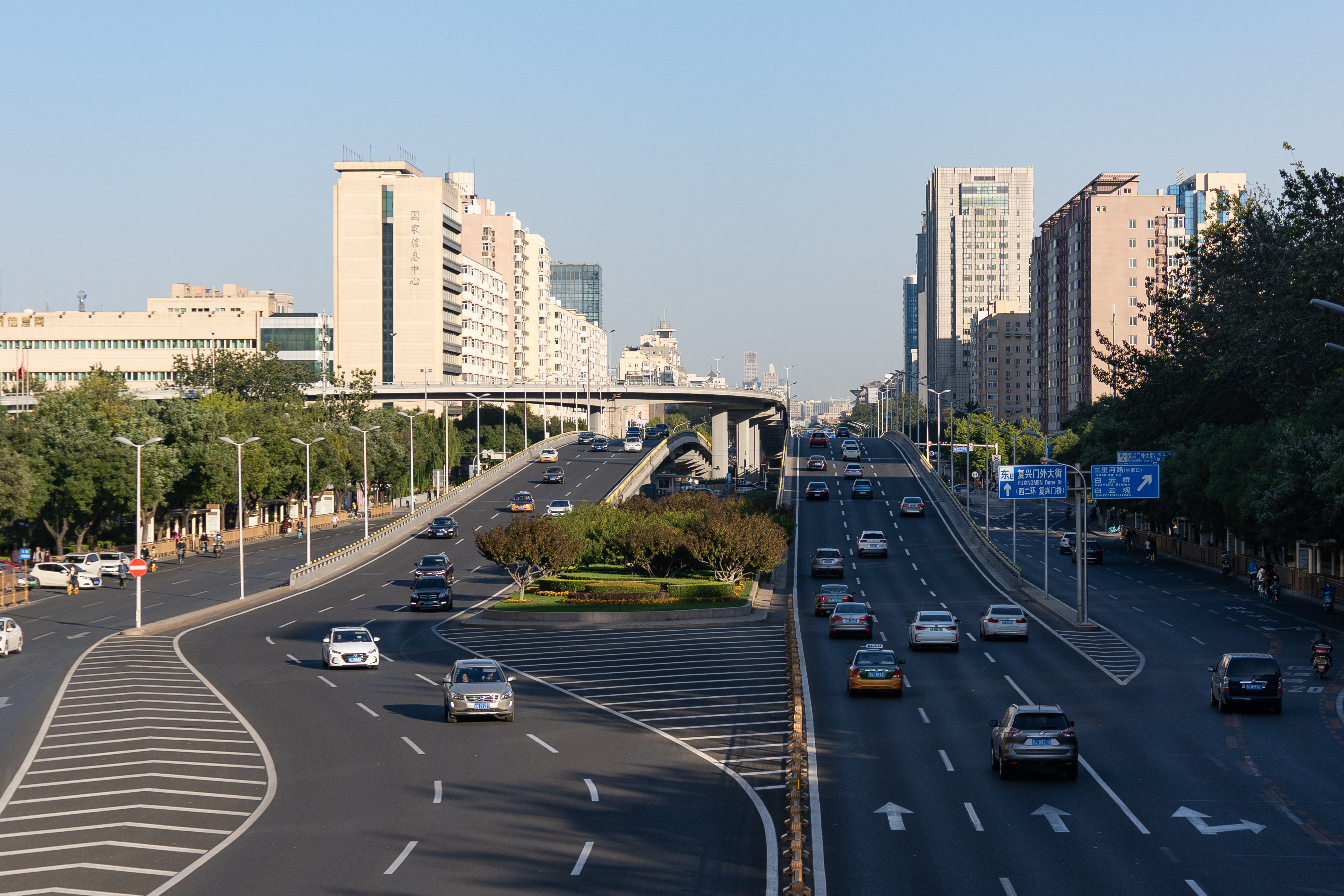
木樨地桥

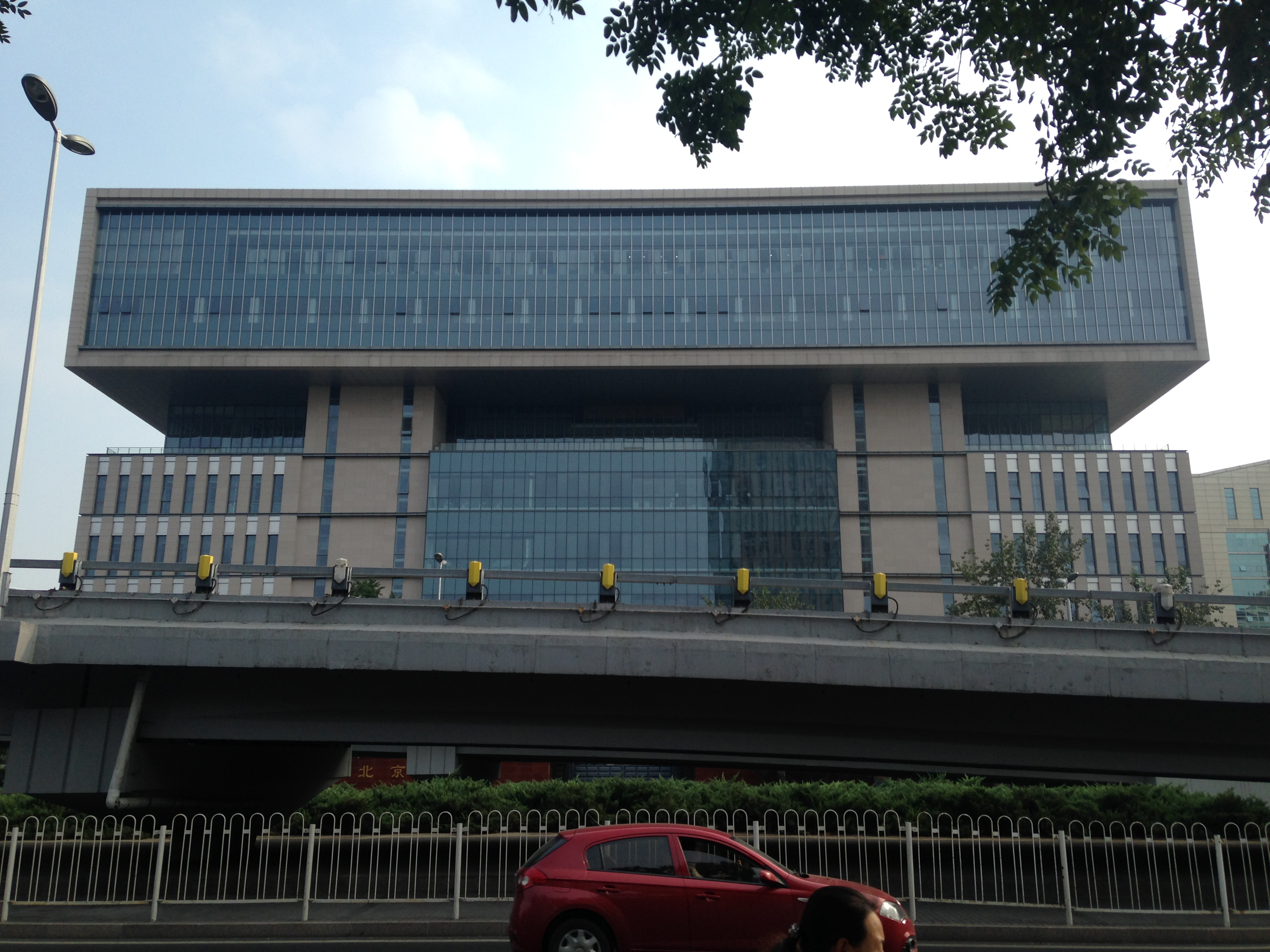
位于木樨地桥西南的北京铁路局总部

木樨地位于中华人民共和国北京市西城区复兴门外大街和海淀区复兴路衔接处，是由北京西部外围地区进入中心城区的要道。木樨地是1989年六四事件中死伤最为严重的地区。

## 历史

### 名称
关于木樨地这一地名的来历存在不同说法。
一说，此处位于阜成门外西南，明朝曾在此大面积种植苜蓿，为皇帝的御马供给饲料。清朝此处成村落，称“苜蓿地”。中华民国时期，讹化为“木樨地”。
二说，清朝时，门头沟向北京城运煤的骆驼队大多须经阜成门，当时此处有许多野苜蓿，故赶骆驼者常在此让骆驼吃苜蓿，此地便被称为“苜蓿地”，后谐音为“木樨地”。
三说，此处曾种植大量桂花，因桂花树统称木犀，“樨”与“犀”同音同义，故此处称“木樨地”。
四说，此处曾为白云观的菜园，盛产黄花菜。黄花菜俗称木樨，故此菜园被称为“木樨地”。
据史料记载，第一说可信。《明世宗实录》载，嘉靖七年七月（1528 年），“九门苜蓿地上，计一百一十顷有余。旧例：分拨东、西、南、北四门，每门把总一员，官军一百名，给领御马监银一十七两，赁牛佣耕，按月采集苜蓿，以供刍牧。至是，户部右侍郎王軏等查议，以为地多遗利，军多旷役，请于每门只留地十顷，令军三十名仍旧采办，以供内厩喂养。”据此，明朝时北京城门外附近地区有军队种植苜蓿，作为皇家御马的饲料。阜成门外西南（今复兴门外）的木樨地与永定门外的木樨园均因明朝时为军队种植苜蓿之地而得名。

### 事件
1989年6月3日晚到4日凌晨，中国人民解放军對参与示威游行的群眾、圍觀的市民、兩邊居民樓開槍，因此木樨地是六四事件中死伤最为严重的地区。

## 建筑
此处现有立交桥木樨地桥，周围有中国科技会堂、钓鱼台国宾馆、玉渊潭公园、北京铁路局、复兴医院、北京地铁木樨地站等。

## 交通
- 北京地铁1号线设有木樨地站，计划与16号线换乘。
- 途经木樨地的公交线路包括：1路、特5路、特18路、21路、52路、65路、68路、78路、94路、99路、114路、308路、337路、695路、717路、夜1路等。

复兴门外大街木樨地段